# Signmyrocket.com
Signmyrocket.com – strona crowdfundingowa, która umożliwia donatorom umieszczenie napisów o dowolnej treści na amunicji i sprzęcie używanym przez Siły Zbrojne Ukrainy w trakcie wojny rosyjsko-ukraińskiej. Za darowiznę w wysokości od 40 do tysięcy dolarów ukraińscy żołnierze piszą wiadomość markerem permanentnym na amunicji i przesyłają darczyńcy zdjęcie lub film z wystrzelenia pocisku w kierunku rosyjskich sił zbrojnych. Darowizny trafiają do Centrum Pomocy Armii, Weteranom i Ich Rodzinom, które kupuje sprzęt dla ukraińskiej armii.
Platforma crowdfundingowa rozpoczęła działalność w maju 2022 roku na kanale Telegram, stworzonym przez ukraińskiego studenta informatyki Antona Sokolenko. W lipcu 2022 roku jego partner Ivan Kolesnyk oraz przedsiębiorstwo WebDeal Digital Agency stworzyli stronę internetową.
Na dzień 14 grudnia 2022 roku zebrano w ten sposób ponad 770 000 dolarów, dzięki czemu zakupiono 77 samochodów, 55 dronów i 27 terminali Starlink.